# シドン・シナゴーグ
シドン・シナゴーグ（كنيس صيدا）は世界最古のシナゴーグの一つである。シドン旧市街に位置している（現レバノンのサイダ）。ユダヤ教徒地区は、ハーラ・ヤフード（حارة اليهود、ユダヤ教徒街区）として知られている。

## 歴史
833年に建立されたが、紀元前66年の第二神殿の破壊にまでさかのぼる、古いシナゴーグの跡地に建ったと信じられている。 イエスはこことその近傍で説教したと言われており、マタイによる福音書（15:21）とマルコによる福音書（7:24）が証言している。 
規模こそ大きくないが、レバノンの主要なシナゴーグの１つだと考えられている。他には1925年にベイルートで完成したマギーン・アブラハム・シナゴーグがある。
2012年4月、ネトレイ・カルタ国際運動の2人のラビにより、数十年の廃絶状態から初めて、礼拝が執り行われた。このラビたちは、「土地の日」を記念するための行進に参加していた。
レバノン内戦が1975年に始まってから、多くのレバノン人ユダヤ教徒がシドンを離れた。 このことは、シナゴーグの荒廃を説明するものである。

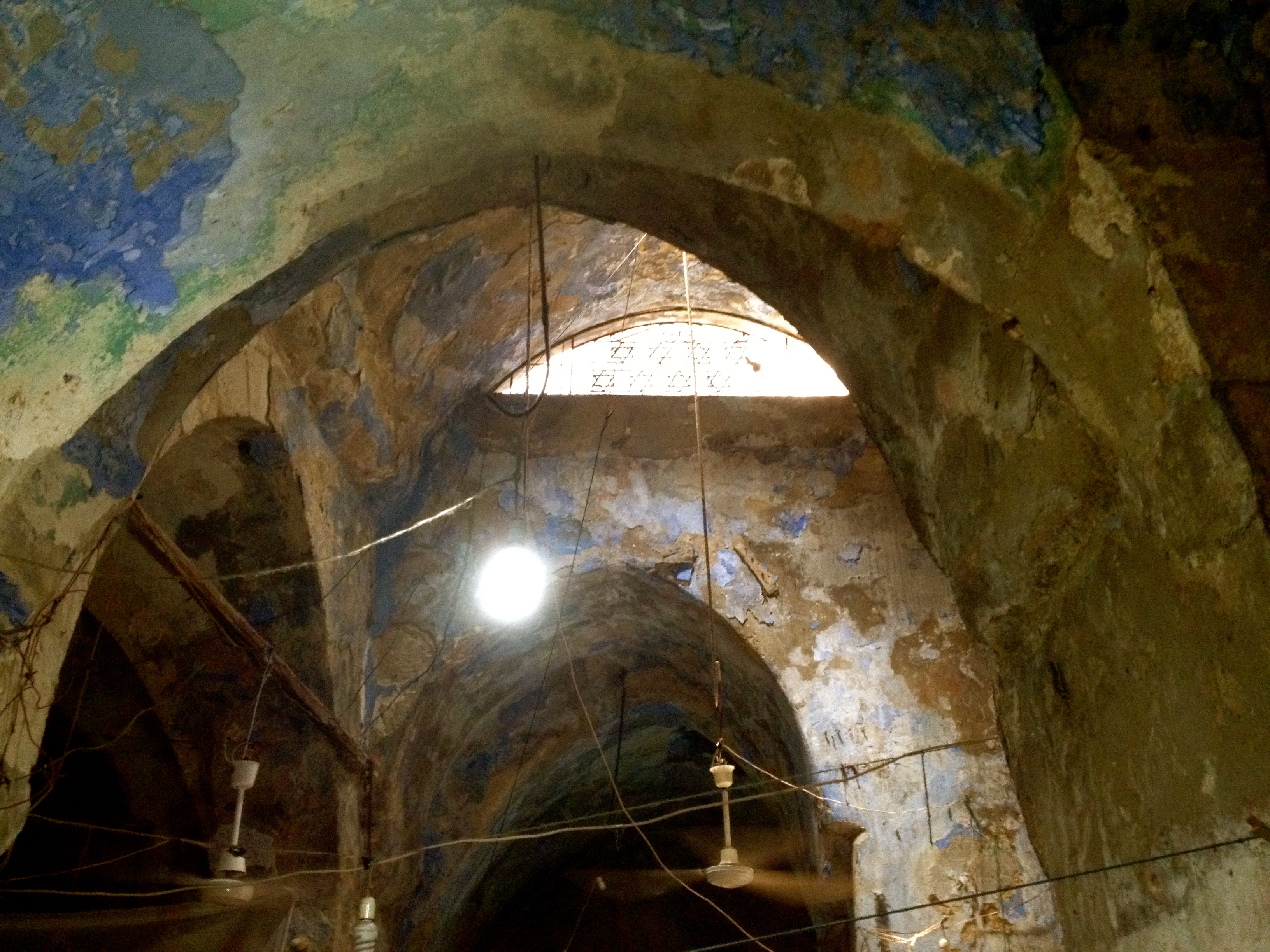
２０１２年７月に